# Liebsdorf
Liebsdorf település Franciaországban, Haut-Rhin megyében. Lakosainak száma 291 fő (2022. január 1.). Liebsdorf Durlinsdorf, Winkel, Oberlarg, Courtavon és Pfetterhouse községekkel határos.

## Népesség
A település népességének változása:
| Lakosok száma | 339  | 322  | 307  | 307  | 303  | 299  | 295  | 291  |
|               | 2013 | 2015 | 2017 | 2018 | 2019 | 2020 | 2021 | 2022 |